# Herbert Knaup
Herbert Knaup (Sonthofen, 23 maart 1956) is een Duits acteur en muzikant. Hij is bekend van Lola rennt (1998) en Das Leben der Anderen (2006). Zijn zuster Renate was zangeres bij Amon Düül en Popol Vuh. Zijn doorbraak beleefde hij in de actiethriller Die Sieger van Dominik Graf. Hij werd ook bekend als inspecteur Kluftinger en advocaat Markus Gellert in de ARD-televisieserie Die Kanzlei.

## Levensloop
Herbert Knaup groeide op in de Allgäu als jongste van vier broers en zussen, als zoon van Heidi en Karl Knaup. Karl Knaup was machinist. Als amateur-jazzmuzikant en getalenteerd gitarist begeleidde hij regelmatig Lale Andersen, speelde hij na werktijd regelmatig in cafés en uitte hij zijn frustratie over zijn afgebroken carrière als artiest in agressieve uitbarstingen. Knaups zus Renate (*1948) is sinds 1968 zangeres in de band Amon Düül, zijn broer Karl (*1950) is eveneens theateracteur. Herbert Knaup had in de jaren zeventig een relatie met model en latere fotografe Ellen von Unwerth, woonde tussen 1993 en 2001 samen met actrice Natalia Wörner en is sinds 2006 getrouwd met producente Christiane Lehrmann. Hij heeft twee zoons en woont in Berlijn.

### Carrière
Na het behalen van zijn middelbareschooldiploma vervulde Knaup zijn militaire dienstplicht en ging hij vervolgens naar München, waar hij de beroemde Otto Falckenberg-acteerschool bezocht. Na zijn acteursopleiding liep hij een jaar stage bij de Kammerspiele in München. Vanaf 1978 stond hij onder andere op het toneel in Heidelberg, Bazel, Bremen en Wenen. In 1990 speelde hij de nationaalsocialistische leider Adolf Hitler in een toneelproductie van Torsten Fischers Mein Kampf (1990) in het Schauspielhaus Köln, waar hij van 1990 tot 1994 vast acteur was.
Knaup maakte zijn filmdebuut als de jonge Tommy in de korte film Coda. In 1984 vertolkte hij een hoofdrol in Tatort: Heißer Schnee als Bernhard 'Carlos' von Fiedler. In 1994 werd hij door Dominik Graf gecast in de actiethriller Die Sieger in zijn eerste hoofdrol als SEK-politieagent Karl Simon, waarmee hij doorbrak als filmacteur. In hetzelfde jaar werd hij voor zijn rol geëerd met de Beierse Filmprijs. In Innocent Angel van Rainer Kaufmann speelde hij Paul Hansen uit Hamburg, die verdacht wordt van de moord op een jongeman uit de Hamburgse rosse buurt. In 1996 liet hij zijn komische vaardigheden zien in Sherry Hormanns filmkomedie Irren ist männlich als de onvruchtbare advocaat Thomas Neumann aan de zijde van Corinna Harfouch en Natalia Wörner. In 1998 speelde hij de rol van vader van Franka Potente in Tom Tykwer's meervoudig bekroonde thriller Run Lola Run. De rol leverde hem de Duitse Filmprijs op in de categorie Beste Mannelijke Bijrol.
In 2003 speelde hij in de met een Grimme Award genomineerde romantische film Mein erster Freund, Mutter und ich uit de ProSieben-serie. Sinds september 2009 speelt Knaup de titelrol in de verfilmingen van de Kommissar Kluftinger-romans, die worden geproduceerd voor de Bayerischer Rundfunk als onderdeel van de Heimatkrimi-serie. De eerste film Erntedank draagt de titel Ein Allgäu-Krimi, terwijl alle volgende afleveringen de titel Ein Kluftingerkrimi dragen. Voor de eerste Kluftinger misdaadthriller ontving hij de Beierse Televisieprijs voor beste acteur in de categorie Televisiefilm. In de ZDF-misdaadserie Sarah Kohr speelt hij sinds 2014 de rol van officier van justitie Anton Mehringer. In de ARD-serie Die Kanzlei speelt hij sinds 2015 advocaat Markus Gellert naast Sabine Postel, als opvolger van Dieter Pfaff, die eerder advocaat Gregor Ehrenberg speelde.
Knaup is mede-initiatiefnemer van de Federale Vereniging van Film- en Televisieacteurs, die in april 2006 werd opgericht.

### Muziek
De band Neffen und Knaup, bestaande uit Herbert Knaup en zijn twee neven Maurus en Magnus Fleischmann, bestaat sinds 2007. Ter gelegenheid van de publicatie van het album begonnen ze aan een tournee door Duitsland. De liedjes werden opgenomen in Knaups privéstudio in Erlbach, in de gemeente Weichs, in het district Dachau. De cd werd uitgebracht door het platenlabel Knaup Records, dat Knaup zelf had opgericht. Het is geen permanent project, omdat de twee neven in de Verenigde Staten wonen.

## Filmografie

### Bioscoopfilms
- 1978: Coda (korte film)
- 1982: Jaipur Junction
- 1989: Wallers letzter Gang
- 1994: Die Sieger
- 1995: Schlafes Bruder
- 1996: Kriegsbilder (Warshots)
- 1996: Irren ist männlich
- 1997: Die Musterknaben
- 1997: Silber und Gold (korte film)
- 1998: Lola rennt (Lola's vader)
- 1998: Blind Date
- 1998: Jimmy the Kid
- 1998: Fever
- 1999: Die Braut
- 1999: Südsee, eigene Insel
- 1999: Framed (korte film)
- 1999: ’Ne günstige Gelegenheit
- 2000: Nuremberg, Albert Speer
- 2000: Ein ganz gewöhnlicher Dieb (Ordinary Decent Criminal)
- 2000: Marlene
- 2001: Annas Sommer
- 2001: Nirgendwo in Afrika (stem)
- 2002: Harte Brötchen
- 2003: Anatomie 2
- 2003: Lichter
- 2003: Der alte Affe Angst
- 2004: Agnes und seine Brüder
- 2004: Bergkristall
- 2004: Der letzte Flug (korte film)
- 2006: Elementarteilchen
- 2006: Das Leben der Anderen (redacteur Gregor Hessenstein)
- 2006: Kreuzzug in Jeans (Carlo Bennatti)
- 2007: 15 Minuten Wahrheit (korte film)
- 2007: Du bist nicht allein
- 2007: Stellungswechsel (Kurt Wellinek)
- 2008: Die Geschichte vom Brandner Kaspar
- 2010: Jerry Cotton
- 2010: Bon appétit
- 2011: Arschkalt
- 2011: In Darkness (Ignacy Chiger)
- 2011: Hotel Desire (korte film, hoteldirecteur)
- 2012: Schutzengel
- 2012: 3 Zimmer/Küche/Bad
- 2013: Das kleine Gespenst
- 2014: Irre sind männlich
- 2016: Die letzte Sau
- 2021: Träume sind wie wilde Tiger
- 2021: Die Rettung der uns bekannten Welt
- 2022: Lieber Kurt
- 2022: Einfach mal was Schönes

### Televisie

#### Televisiefilms
- 1994: Unschuldsengel
- 1995: Zaubergirl
- 1995: Patricias Geheimnis
- 1995: Mit verbundenen Augen
- 1995: Kinder der Nacht
- 1996: Operation Schmetterling
- 1997: Sanfte Morde
- 1997: Vergewaltigt – Die Wahrheit und andere Lügen
- 1997: Die Friedensmission
- 1998: Schock – Eine Frau in Angst
- 1998: Zur Zeit zu zweit
- 1998: Blind Date – Flirt mit Folgen
- 2000: Gefährliche Träume – Das Geheimnis einer Frau
- 2000: Nürnberg – Im Namen der Menschlichkeit (deel 1)
- 2000: Die Nacht der Engel
- 2001: Klassentreffen – Mordfall unter Freunden
- 2001: Die Tochter des Kommissars
- 2002: Therapie und Praxis
- 2002: August der Glückliche
- 2002: Ich bring dich hinter Gitter
- 2003: Der Aufstand
- 2003: Annas Heimkehr
- 2003: Mein erster Freund, Mutter und ich
- 2003: Der Herr der Wüste
- 2005: Margarete Steiff
- 2006: Die Ohrfeige
- 2006: Der Untergang der Pamir
- 2007: Tarragona – Ein Paradies in Flammen
- 2007: Späte Aussicht
- 2008: Augenzeugin
- 2008: Der große Tom
- 2008: Mogadischu
- 2009: Jenseits der Mauer
- 2009: Sisi (tweedeler)
- 2009: Der Tiger oder Was Frauen lieben!
- 2010: Eichmanns Ende – Liebe, Verrat, Tod
- 2011: Go West – Freiheit um jeden Preis (tweedeler)
- 2011: Schandmal – Der Tote im Berg
- 2011: Marco W. – 247 Tage im türkischen Gefängnis
- 2011: Mein eigen Fleisch und Blut
- 2011: Der Mann mit dem Fagott (tweedeler)
- 2011: Pilgerfahrt nach Padua
- 2012: Komm, schöner Tod
- 2012: Die Heimkehr
- 2012: Mittlere Reife
- 2012: Die Aufnahmeprüfung
- 2014: Die Zeit mit Euch
- 2014: Landauer – Der Präsident
- 2014: Glückskind
- 2015: Meister des Todes
- 2015: 600 PS für zwei
- 2015: Der Bankraub
- 2016: Das beste Stück vom Braten
- 2017: 2 Sturköpfe im Dreivierteltakt
- 2017: Toter Winkel
- 2017: Ein Sommer im Allgäu
- 2017: Die Puppenspieler (deel 1: Aus dem Feuer)
- 2018: Hanne
- 2018: Die Auferstehung
- 2019: Eine Hochzeit platzt selten allein
- 2019: Stenzels Bescherung
- 2023: Hotel Barcelona

#### Televisieseries en -reeksen
- 1984: Tatort: Heißer Schnee
- 1994: Alles außer Mord – Der Name der Nelke
- 1997: Die Gang (5 afleveringen)
- 1997: Faust (aflevering Abflug)
- 1998: T.E.A.M. Berlin – Unternehmen Feuertaufe
- 2000: Bella Block: Schuld und Liebe
- 2002–2006: Blond: Eva Blond! (6 afleveringen)
- 2004; 2007: Der letzte Zeuge (verschillinde rollen, 2 afleveringen)
- 2005: Kanzleramt (12 afleveringen)
- 2006: Unter Verdacht: Atemlos
- 2006: Kommissar Stolberg (aflevering Vaterliebe)
- 2007: Doppelter Einsatz – Belinda No. 5
- 2007: Polizeiruf 110: Taubers Angst
- 2009: Erntedank. Ein Allgäu-Krimi
- 2011: Kommissarin Lucas – Gierig
- 2012: Milchgeld. Ein Kluftingerkrimi
- 2012: Polizeiruf 110: Eine andere Welt
- 2013: Seegrund. Ein Kluftingerkrimi
- 2014: Helen Dorn: Unter Kontrolle
- sinds 2014: Sarah Kohr
  - 2014: Der letzte Kronzeuge – Flucht in die Alpen
  - 2018: Mord im Alten Land
  - 2019: Das verschwundene Mädchen
  - 2020: Teufelsmoor
  - 2021: Schutzbefohlen
  - 2021: Stiller Tod
- 2014: Tatort: Freigang
- sinds 2015: Die Kanzlei
- 2016: Schutzpatron. Ein Kluftingerkrimi
- 2016: Herzblut. Ein Kluftingerkrimi
- 2017: Tatort: Tanzmariechen
- 2018: Hubert und Staller: Eine schöne Bescherung
- 2021: Blackout

## Hoorspelen
- 1993: Tankred Dorst: Merlin oder das wüste Land (koning Artus als kind) – Regie: Walter Adler (Hörspiel – MDR)

## Luisterboeken
- Volker Klüpfel en Michael Kobr: Erntedank, Der Audio Verlag, Berlin 2009, ISBN 978-3-89813-850-5 (1 CD, 81 Min.)
- John le Carré: Marionetten. Hörbuch Hamburg, Hamburg 2010, ISBN 978-3-86909-045-0
- Volker Klüpfel en Michael Kobr: Schutzpatron – Die Komplettlesung. Hörbuch Hamburg, Hamburg 2012, ISBN 978-3-86952-111-4